# Can Salas (Terrassa)
Can Sales és una masia de Terrassa (Vallès Occidental) protegida com a bé cultural d'interès local.
El cos principal de la masia, que dona al pati, és el destinat a masoveria i al costat de ponent s'hi adossa l'habitatge de la propietat. A la banda llevant hi ha unes naus que als anys 80 (en el moment de fer el pla especial de protecció del patrimoni històric-arquitectònic-ambiental de Terrassa) es trobaven en molt mal estat.
Les hectàrees de la masia van ser adquirides entre 1967 i 1997 per l'Atlètic Terrassa Hockey Club, on hi instal·là el seu complex esportiu i la seva seu social. Inaugurat l'any 1970, té tres camps d'hoquei sobre herba, pistes de pàdel i tennis, un poliesportiu, una zona de gimnàs i piscina. El camp principal és conegut amb el sobrenom de la Catedral. Entre d'altres, s'hi han realitzat diverses competicions d'àmbit català i estatal com les finals del Campionat de Catalunya, Lliga i Copa espanyola, així com les fases finals de l'Eurolliga masculina de 1987 i 1998.